# Мікатадзе Шота Володимирович
Мікатадзе Шота Володимирович (груз. შოთა მიქატაძე; нар. 12 червня 1905, с. Джиміт Озургетського району, Кутаїська губернія, Російська імперія — пом. 22 квітня 1979) — грузинський радянський скульптор. Член Спілки художників СРСР, заслужений художник Грузинської РСР, професор Тбіліської академії мистецтв.

## Життєпис
Народився 12 червня 1905 року в селі Джиміт Озургетського району Кутаїської губернії.
Навчався в Тбіліській академії мистецтв у Я. І. Ніколадзе, яку закінчив у 1930 році. З 1934 року займався викладацькою діяльністю, з 1937 — в Тбіліській академії мистецтв.
Під час Другої світової війни був призваний на фронт, отримав медаль «За відвагу» і два ордени «Знак Пошани».
Член Асоціації революційних художників Грузії.

## Творчий доробок

### Скульптура
- «Колектив» (мармур, відправлена на всесвітню виставку в Париж, 1932);
- «Портрет сина» (мармур, 1942);
- скульптурна композиція «Батьківщина нас кличе» (1944);
- «Весна» (1970);
- «Давид будівельник» (гіпс, 1976).

### Монументальна скульптура
- Скульптури на кінотеатрі ім. Руставелі в Тбілісі (у співавторстві з В. Б. Топурідзе, 1937—1939);
- Пам'ятник Й. В. Сталіну у місті Горі (бронза, 1952; демонтований у 2010 році);
- Пам'ятник В. І. Леніну у місті Озургеті (бронза, 1957);
- Пам'ятник В. І. Леніну у місті Виборг (граніт, 1957);
- Пам'ятник В. І. Леніну у місті Гомель (1958);
- Пам'ятник В. І. Леніну у місті Миколаїв (бронза, 1957; демонтований у 2014 році);
- Пам'ятник В. І. Леніну у місті Телаві (1974);
- Пам'ятник В. І. Леніну у місті Хашурі;
- Фігура І. Г. Чавчавадзе в пам'ятнику І. Г. Чавчавадзе і А. Р. Церетелі (бронза, Тбілісі, 1958);
- Пам'ятник Н. О. Каландарішвілі у місті Озурґеті (бронза, 1960).

## Нагороди
- Медаль «За відвагу»;
- Два ордени «Знак Пошани».

## Пам'ять
- Ім'я Шота Мікатадзе носить вулиця у Тбілісі[4].